# Сенна (річка)
Сенна (фр. Senne фр.: [sɛn] ( прослухати); нід. Zenne Нідерландською: [ˈzɛnə]) — річка у Бельгії, ліва притока Дейле, і вливається в неї коло міста Мехелена. 
Загальна довжина — 103 км, площа басейну — 1 164 км².
На Сенні лежить столиця Бельгії місто Брюссель, у котрому річище Сенни було зовсім приховане, коли місто реконструювали в другій половині XIX ст. Тепер річка тече через Брюссель у трубах, поверх котрих збудовані вулиці та бульвари бельгійської столиці.
Сенна була довго відома як одна з найзабрудненіших річок Бельгії, бо стічні води Брюсселя й околиць зливалися до неї неочищені. Очисні споруди на Сенні запрацювали тільки в березні 2007 року.

## Див. іще
- Перекриття Сенни